# بيدراس ألتاس
بيدراس ألتاس (بالبرتغالية: Pedras Altas‏) (ويعني الاسم: الصخور العالية)؛ بلدية برازيلية تقع في الجزء الجنوبي من ولاية ريو غراندي دو سول. يبلغ عدد سكانها 2195 نسمة بحسب تقديرات 2015، في حين تصل مساحتها إلى 1377.37 كيلومتر مربع. يتدفق نهر جاغواراو الذي يشكل الحدود مع أوروغواي فيها على طول الجزء الجنوبي الغربي من البلدية.

## البلديات المحيطة
- اسيغوا
- كانديوتا
- هيرفال
- بينيرو ماتشادو

## روابط خارجية
- الموقع الرسمي